# Partido Liberal de Centroamérica
El Partido Liberal de Centroamérica fue un partido político dentro de la extinta República Federal de Centro América. Además del liberalismo y el anticlericalismo, el partido defendía un modelo federalista de organización política similar al de Estados Unidos en donde cada uno de los Estados miembros de la Federación tuviera amplia autonomía, a diferencia del modelo centralizado que pugnaban sus enemigos del conservadores. El partido obtuvo mayoría en la Asamblea Nacional Constituyente de Centro América logrando imponer el modelo federal y por medio de distintas maniobras políticas, logró colocar distintos presidentes en la presidencia federal. No obstante las pugnas con la Iglesia católica y los pueblos indígenas (manipulados por los conservadores) llevaron a la constante guerra civil y finalmente la disolución de la federación.

## Miembros destacados
- Francisco Morazán
- José Matías Delgado
- Manuel José de Arce y Fagoaga
- José Francisco Barrundia y Cepeda
- Diego Vigil